# Josh Jacobs
Joshua Jacobs (Tulsa, Oklahoma, 11 de febrero de 1998) más conocido como Josh Jacobs, es un jugador profesional estadounidense de fútbol americano que se desempeña en la posición de running back en Green Bay Packers, equipo de la National Football League (NFL).

## Carrera
Fue seleccionado en la primera ronda en la Reunión Anual de Selección de Jugadores de la NFL de 2019. Hizo su debut profesional con el equipo Oakland Raiders, en el cual jugó una temporada (2019-2020), luego pasó a Las Vegas Raiders, donde jugó cuatro temporadas.
Tras cinco años jugando en la franquicia de Las Vegas, en marzo de 2024 firmó un contrato con los Green Bay Packers.